# Trostianeć (rejon winnicki)
Trostianeć (ukr. Тростянець) – wieś na Ukrainie, w obwodzie winnickim, w rejonie winnickim, w hromadzie Woronowycia. W 2001 liczyła 1371 mieszkańców, spośród których 1353 wskazało jako ojczysty język ukraiński, 17 rosyjski, a 1 inny.